# 거짓말의 거짓말
《거짓말의 거짓말》은 2020년 9월 4일부터 2020년 10월 24일까지 방송되었던 채널A 금토 드라마였다.

## 작품 개요
입양된 친딸의 새 엄마가 되기 위해 거짓 사랑을 시작한 한 여자의 서스펜스 멜로 드라마

## 출연진
- (†) 표시는 드라마 상에서 최종적으로 사망한 인물이다.

### 주요 인물
- 이유리 : 지은수 역 - D.O 코스메틱 家 전 며느리, 우주의 친어머니, 지민의 아내.
- 연정훈 : 강지민 역 - 세미의 전남편, 우주의 양아버지, A채널 문화부 기자. 은수의 남편.
- 이일화 : 김호란 역 - 은수의 전 시어머니, D.O 코스메틱 회장, 기범의 어머니.
- 임주은 : 은세미 역 - 지민의 전처, 스포츠 에이전트.
- 권화운 : 김연준 역 - PGA 프로 골퍼.
- 고나희 : 강우주 역 - 세미와 지민의 양딸, 기범과 은수의 친딸.

### 은수의 사람들
- 이원종 : 윤상규 역 - 과거 호란의 오른팔이었던 윤비서.
- 남명렬 : 지동리 역 † - 은수의 아버지. (특별출연)
- 고수희 : 정미진 역 - 현재 지민네 앞집 여자, 베이커리 카페 운영, 우주와 같은 반인 진국의 어머니.

### 지민의 식구들
- 김승환 : 강승화 역 - 지민과 지경의 아버지.
- 임예진 : 황효순 역 - 지민과 지경의 어머니, 남편과 함께 우주식당 운영 중.
- 정시아 : 강지경 역 - 지민의 여동생 D.O 뷰티스토어 운영, 강씨 집안의 문제아.

### 호란의 사람들
- 권혁현 : 김웅 역 - D.O 코스메틱 전략기획실장, 호란의 수행 비서.
- 송재희 : 전기범 역 † - 은수의 전 남편, 호란의 아들, 우주의 친 아버지, D.O 코스메틱 부사장, 술에 취한 채 아내에게 폭력을 휘두르다 살해 당하는 인물. (특별출연)

### A채널 보도국
- 최대성 : 서형국 역 - A채널 방송국 보도국 국장, 지민의 사수이자 오랜 시간 지민과 함께해 온 친구 같은 존재.
- 성모 : 최현빈 역 - 문화부 기자, 깃털보다 가벼운 마우스를 소유한 보도국 공식 까불이.
- 이송이 : 정소리 역 - 문화부 기자, 현빈과 동갑내기 입사 동기.

### 그 외 인물
- 박정언 : 석훈 엄마 역 - 의사
- 임한빈 : 전진국 역 - 봉구와 미진의 아들, 우주와 같은 반 친구
- 임승대 : 전봉구 역 - 미진의 재혼한 남편, D.O 코스메틱 마케팅본부장.
- 문수빈 : 채령 역 - 교도소에서 은수를 괴롭히는 재소자.
- 윤교야 : 기자 역
- 공동원 : 기자 역
- 오진영 : 교도관 역
- 이채원 : 응급실 간호사 역
- 이채경 : 교도소장 역
- 이철민 : 황과장 역 - 호란의 사주로 윤상규를 죽인 진범.

## 촬영지
- 용인 양지 스튜디오 좋은날 세트장

## 시청률
최저 시청률과 최고 시청률은 시청률 조사회사와 지역별로 시청률에 차이가 있을 수 있습니다.
| 2020년 | 2020년    | 2020년         | 2020년       | 2020년 |
| 회차   | 방송일    | AGB 시청률     | AGB 시청률   |        |
| 회차   | 방송일    | 대한민국(전국) | 서울(수도권) |        |
| ------ | --------- | -------------- | ------------ | ------ |
| 제1회  | 9월 4일   | 1.169%         | -            |        |
| 제2회  | 9월 5일   | 2.608%         | -            |        |
| 제3회  | 9월 11일  | 2.577%         | 3.089%       |        |
| 제4회  | 9월 12일  | 4.276%         | 4.281%       |        |
| 제5회  | 9월 18일  | 2.895%         | 3.016%       |        |
| 제6회  | 9월 19일  | 4.210%         | 4.396%       |        |
| 제7회  | 9월 25일  | 2.710%         | -            |        |
| 제8회  | 9월 26일  | 4.542%         | 5.148%       |        |
| 제9회  | 10월 2일  | 3.332%         | 4.189%       |        |
| 제10회 | 10월 3일  | 4.165%         | 4.265%       |        |
| 제11회 | 10월 9일  | 5.160%         | 5.360%       |        |
| 제12회 | 10월 10일 | 5.847%         | 6.336%       |        |
| 제13회 | 10월 16일 | 5.604%         | 5.676%       |        |
| 제14회 | 10월 17일 | 5.828%         | 6.463%       |        |
| 제15회 | 10월 23일 | 6.393%         | 6.437%       |        |
| 제16회 | 10월 24일 | 8.203%         | 8.649%       |        |

## OST
- Part.1 거짓말 같은 봄 - 어쿠스틱 콜라보 (2020년 9월 12일 발매)
- Part 2. 거짓말의 거짓말 - 류수정 (2020년 9월 19일 발매)
- Part 5. 죽기보다 너를 못 보는 게 난 두려워 - KCM (2020년 10월 9일 발매)

## 수상
- 프로맥스 아시아 2020 - 베스트 프린트 캠페인 부문 금상

## 참고 사항
- 채널A 사상 최초로 시청률 두 자리 수 안밖에 한자리 수 8%를 넘었다.

## 같이 보기
- 대한민국의 텔레비전 드라마 목록 (ㄱ)
- 2020년 대한민국의 텔레비전 드라마 목록